# Meselech Melkamu
Meselech Melkamu (née le 19 avril 1985 à Debre Marqos) est une athlète éthiopienne spécialiste des courses de fond.

## Biographie
En début de saison 2008, Meselech Melkamu se classe deuxième des Championnats du monde en salle de Valence derrière sa compatriote Meseret Defar. Elle participe ensuite aux Championnats du monde de cross d'Édimbourg où elle se classe neuvième de la course individuelle mais obtient avec l'Éthiopie le sixième titre par équipes de sa carrière. Début mai à Addis-Abeba, Melkamu devient championne d'Afrique du 5 000 m dans le temps de 15 min 49 s 81, devançant finalement Meseret Defar et Grace Momanyi. Elle ne confirme cependant pas son rang lors des Jeux olympiques de Pékin en ne prenant que la huitième place de la finale du 5 000 m, échouant à près de huit de secondes de sa compatriote Tirunesh Dibaba, médaillée d'or.
L'Éthiopienne s'essaye ensuite aux distances supérieures et signe début juin 2009 à Utrecht un nouveau record d'Afrique sur 10 000 mètres en 29 min 53 s 80. S'alignant sur cette épreuve lors des Championnats du monde de Berlin, Meselech Melkamu monte sur la deuxième marche du podium (30 min 51 s 34) en s'inclinant de justesse face à la Kényane Linet Masai.
Le 27 novembre 2010, elle remporte la course de montagne du Ranch Obudu et remporte le premier titre de championne d'Afrique de course en montagne.
Le 16 octobre 2016, elle remporte le marathon d'Amsterdam en 2 h 23 min 40 s.

## Palmarès

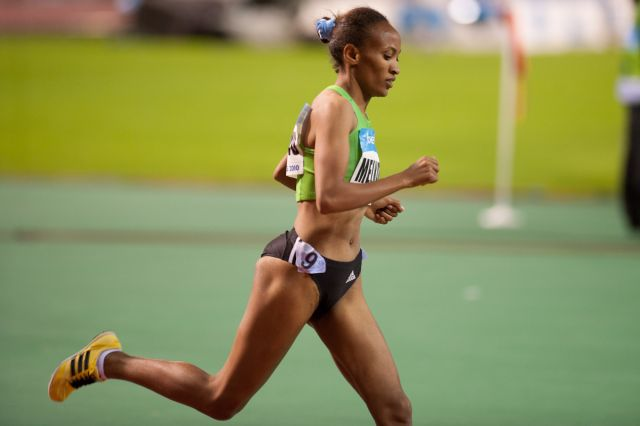
Meselech Melkamu lors du Mémorial Van Damme 2010

| Date | Compétition                    | Lieu                  | Résultat | Épreuve       |
| ---- | ------------------------------ | --------------------- | -------- | ------------- |
| 2004 | Championnats du monde juniors  | Grosseto              | 1re      | 5 000 m       |
| 2005 | Championnats du monde de cross | St-Étienne-St-Galmier | 6e       | Course courte |
| 2005 | Championnats du monde de cross | St-Étienne-St-Galmier | 1re      | Par équipes   |
| 2005 | Championnats du monde de cross | St-Étienne-St-Galmier | 4e       | Course longue |
| 2005 | Championnats du monde de cross | St-Étienne-St-Galmier | 1re      | Par équipes   |
| 2005 | Championnats du monde          | Helsinki              | 4e       | 5 000 m       |
| 2005 | Finale mondiale                | Monaco                | 5e       | 3 000 m       |
| 2006 | Championnats du monde de cross | Fukuoka               | 3e       | Course courte |
| 2006 | Championnats du monde de cross | Fukuoka               | 1re      | Par équipes   |
| 2006 | Championnats du monde de cross | Fukuoka               | 3e       | Course longue |
| 2006 | Championnats du monde de cross | Fukuoka               | 1re      | Par équipes   |
| 2006 | Championnats d'Afrique         | Bambous               | 6e       | 5 000 m       |
| 2006 | Finale mondiale                | Stuttgart             | 6e       | 5 000 m       |
| 2007 | Championnats du monde de cross | Mombasa               | 3e       | Individuel    |
| 2007 | Championnats du monde de cross | Mombasa               | 1re      | Par équipes   |
| 2007 | Jeux africains                 | Alger                 | 2e       | 5 000 m       |
| 2007 | Championnats du monde          | Osaka                 | 6e       | 5 000 m       |
| 2007 | Finale mondiale                | Stuttgart             | 5e       | 5 000 m       |
| 2008 | Championnats du monde en salle | Valence               | 2e       | 3 000 m       |
| 2008 | Championnats du monde de cross | Édimbourg             | 9e       | Individuel    |
| 2008 | Championnats du monde de cross | Édimbourg             | 1re      | Par équipes   |
| 2008 | Championnats d'Afrique         | Addis Ababa           | 1re      | 5 000 m       |
| 2008 | Jeux olympiques                | Pékin                 | 8e       | 5 000 m       |
| 2008 | Finale mondiale                | Stuttgart             | 3e       | 5 000 m       |
| 2009 | Championnats du monde          | Berlin                | 2e       | 10 000 m      |
| 2010 | Championnats du monde de cross | Bydgoszcz             | 3e       | Individuel    |
| 2010 | Championnats du monde de cross | Bydgoszcz             | 2e       | Par équipes   |
| 2010 | Championnats d'Afrique         | Nairobi               | 2e       | 10 000 m      |
| 2011 | Championnats du monde          | Daegu                 | 5e       | 10 000 m      |
| 2013 | Championnats du monde          | Moscou                | DNF      | Marathon      |
| 2016 | Marathon d'Amsterdam           | Amsterdam             | 1re      | Marathon      |

## Records personnels
| Épreuve         | Temps           | Lieu              | Date            |
| --------------- | --------------- | ----------------- | --------------- |
| 1 500 m         | 4 min 07 s 52   | Doha              | 11 mai 2007     |
| Mile            | 4 min 33 s 94   | Villeneuve-d'Ascq | 15 juin 2003    |
| 3 000 m         | 8 min 34 s 73   | Zurich            | 19 août 2005    |
| 3 000 m (salle) | 8 min 23 s 74   | Stuttgart         | 3 février 2007  |
| 5 000 m         | 14 min 31 s 91  | Shanghai          | 23 mai 2010     |
| 10 000 m        | 29 min 53 s 80  | Utrecht           | 14 juin 2009    |
| Marathon        | 2 h 21 min 01 s | Francfort         | 28 octobre 2012 |